# Корочун
Корочу́н (Карачун, Керечун) — в слов'янській міфології термін, закріплений головним чином за різдвяним циклом обрядів і вірувань. В українців, поляків, словаків, моравців, болгар, сербів цим словом позначаються зимовий сонцеворот — Різдво і Святвечір, 24 і 25 грудня, період різдвяних свят, а також різдвяний хліб і різдвяне деревце. У болгарських діалектах цим словом може називатися літній сонцеворот — день св. Феодора (8 червня). У давньоруській мові Корочун означав піст перед Різдвом, сонцеворот — Спиридонів день (12 грудня), обряд колядування.
У російській і білоруській мовах слово Карачун (Корочун) вживалося для позначення раптової смерті, смерті у молодому віці, передсмертного суду, а також злого духа, біса, демона, який скорочує життя.
Загальним елементом усіх цих значень потрібно визнати значення «Переворот, поворот, різка і значима зміна стану», представлене у назвах днів зимового і літнього сонцевороту, що є межею зими і літа; у позначеннях смерті і граничного стану між життям і смертю (агонії); у назвах нечистої сили, яка викликає смерть, особливо передчасну.
Обрядове і магічне значення має різдвяний хліб — Корочун, відомий у Карпатах (в українців, поляків, словаків і моравців). Корочун вважався символом сімейного багатства.
Господиня пекла його у вивернутому кожусі і рукавицях, всередину хліба клали зерна різних злаків, часник, трави, встромляли стебло вівса або ялицеву гілочку, ставили баночку меду і освяченої води, обв'язували Корочун джгутом льону або конопель, щоб усе це уродилося і було благополучне. У Словаччині Корочун ділили на кожного члена сім'ї, давали худобі заради здоров'я і плодючості, а залишок клали перед дверима хліва заради охорони від відьми. Шматок Корочуна і усе «випечене» в ньому зберігали як ліки, оберіг і сильні магічні предмети. З Корочуном ворожили, катаючи його по підлозі: якщо він перекинеться на верхню кірку, це означало нещастя в скотарстві або смерть кого-небудь із членів сім'ї. Ворожили також за формою, якої Корочун набуде в печі.